# 2 Палада
(2) Палада е вторият открит астероид след 1 Церера. Наблюдаван е за пръв път от Хайнрих Вилхелм Олберс на 28 март 1802 г. Носи името на дъщерята на реката Тритон, Палада от древногръцката митология, която е убита случайно от Атина.
Орбитата на Палада е разположена в централната част на основния пояс и се отличава със сравнително голямата за размерите на астероида инклинация и ексцентрицитет. По състав Палада е близък до C-клас астероидите.
Астероидът бил наблюдаван по време на окултация на звезда и по този начин е бил измерен неговият диаметър.
Палада все още не е посетен от космически апарат, но е възможно да бъде изследван от мисията на НАСА Dawn след Церера и Веста.
Химическият елемент паладий е именуван на астероида Палада. Палада е вторият по големина астероид от астероидния пояс с диаметъра си от 545 km.